# Ulrico II di Neuchâtel
Ulrico II di Neuchâtel, conte di Neuchâtel (Neuchâtel, 1120 – Neuchâtel, 1191), è stato un nobile svizzero.

## Biografia
Ulrico II di Neuchâtel era figlio di Rodolfo I di Neuchâtel e di sua moglie, Emma di Glâne. Egli fu noto anche come Ulrico II di Fénis. Egli succedette al trono paterno alla morte del genitore e ben presto ebbe a scontrarsi con lo zio materno Guglielmo di Glâne per alcune donazioni che suo padre aveva concesso al cognato, ma nel 1149 preferì abbandonare le proprie pretese e riconciliarsi col congiunto. Personaggio molto pio, Ulrico II prese parte alla Seconda crociata ed una volta ritornato donò gran parte dei ricavi che ne ebbe alla chiesa di Saint-Michel dell'abbazia di Fontaine-André.

## Matrimonio e figli
Rodolfo II sposò Berta di Granges dalla quale ebbe i seguenti eredi:
- Rodolfo II, (? - 1196), co-reggente di Neuchâtel col fratello Ulrico dal 1191 al 1196
- Ulrico III, co-reggente di Neuchâtel e signore di Arconciel-Illens dal 1191 al 1225
- Bertoldo ("Berthold von Neuenburg"), tesoriere della Chiesa di Losanna dal 1196, prevosto di Basilea dal 1208 al 1209, di Neuchâtel dal 1209 e poi Vescovo di Losanna dal 1212 al 1220. Principe dell'Impero, divenne suddiacono e prese parte al Quarto concilio lateranense nel 1215. Morì quando stava per prendere parte alla Sesta crociata.